# جارگالان (گووی-آلتای)
جارگالان (به لاتین: Jargalan) یک منطقهٔ مسکونی در مغولستان است که در استان گاوی-آلتای واقع شده‌است. جارگالان ۳٬۶۸۳ کیلومتر مربع مساحت دارد.